# Командный чемпионат мира по международным шашкам 2005
Командный чемпионат мира по международным шашкам 2005 года проводился с 18 по 24 сентября в Riviera del Beigua, Италия Всемирной федерацией шашек (FMJD). Участвовали восемнадцать команд трёх континентов. Победила команда России.
 Золото —  Россия
 Серебро —   Сенегал
 Бронза —   Латвия

## Результаты
Турнир проводился в два этапа. На первом этапе 18 команд были разбиты на четыре группы, в каждой группе играли по круговой системе. Две лучшие команды из каждой группы выходили во второй этап, где они играли по олимпийской системе. 
В каждой команде играли по 4 шашиста. За победу в каждой игре присваивалось 2 очка, за ничью — 1, за поражение 0 очков.
За победу в матче (5, 6, 7 и 8 очков) команде присваивалось 2 очка, за ничью (4:4) — 1 очко, за поражение 0 очков.
При равенстве очков выше ставилась команда набравшая больше очков во всех партиях.

### Первый этап
Вышли в четвертьфинал 
В скобках указано количество очков набранное во всех играх.

### Группа 1
| Место | Команда | 1       | 2       | 3       | 4       | Очки   |
| ----- | ------- | ------- | ------- | ------- | ------- | ------ |
| 1     | Россия  |         | 1 (4:4) | 2 (7:1) | 2 (8:0) | 5 (19) |
| 2     | Камерун | 1 (4:4) |         | 2 (5:3) | 2 (7:1) | 5 (16) |
| 3     | Украина | 0 (1:7) | 0 (3:5) |         | 2 (6:2) | 2 (10) |
| 4     | Чехия   | 0 (0:8) | 0 (1:7) | 0 (2:6) |         | 0 (3)  |

### Группа 2
| Место | Команда  | 1       | 2       | 3       | 4       | 5       | Очки   |
| ----- | -------- | ------- | ------- | ------- | ------- | ------- | ------ |
| 1     | Латвия   |         | 2 (6:2) | 2 (5:3) | 2 (6:2) | 2 (7:1) | 8 (24) |
| 2     | Франция  | 0 (2:6) |         | 2 (5:3) | 1 (4:4) | 2 (6:2) | 5 (17) |
| 3     | Израиль  | 0 (3:5) | 0 (3:5) |         | 2 (5:3) | 2 (6:2) | 4 (17) |
| 4     | Польша   | 0 (2:6) | 1 (4:4) | 0 (3:5) |         | 2 (5:3) | 3 (14) |
| 5     | Италия-2 | 0 (1:7) | 0 (2:6) | 0 (2:6) | 0 (3:5) |         | 0 (8)  |

### Группа 3
| Место | Команда    | 1       | 2       | 3       | 4       | Очки   |
| ----- | ---------- | ------- | ------- | ------- | ------- | ------ |
| 1     | Нидерланды |         | 1 (4:4) | 2 (6:2) | 2 (7:1) | 5 (18) |
| 2     | Сенегал    | 1 (4:4) |         | 2 (6:2) | 2 (8:0) | 5 (17) |
| 3     | Эстония    | 0 (2:6) | 0 (2:6) |         | 2 (7:1) | 2 (11) |
| 4     | Швейцария  | 0 (1:7) | 0 (0:8) | 0 (1:7) |         | 0 (2)  |

### Группа 4
| Место | Команда  | 1       | 2       | 3        | 4        | 5       | Очки   |
| ----- | -------- | ------- | ------- | -------- | -------- | ------- | ------ |
| 1     | Беларусь |         | 1 (4:4) | 2 (5:3)  | 2 (6:21) | 2 (8:0) | 7 (23) |
| 2     | Литва    | 1 (4:4) |         | 1 (4:4)) | 2 (5:3)  | 2 (8:0) | 6 (21) |
| 3     | Италия   | 0 (3:5) | 1 (4:4) |          | 2 (5:3)  | 2 (8:0) | 5 (20) |
| 4     | Гвинея   | 0 (2:6) | 0 (3:5) | 0 (3:5)  |          | 2 (8:0) | 2 (16) |
| 5     | Индия    | 0 (0:8) | 0 (0:8) | 0 (0:8)  | 0 (0:8)  |         | 0 (0)  |

### Четвертьфинал
При равенстве очков в матче для выявления победителя проводились партии с укороченным контролем времени.
- Россия —  Нидерланды 5:3
- Латвия —  Камерун 4:4 (5:3)
- Сенегал —  Литва 4:4 (5:3)
- Франция —  Беларусь 3:5

### Полуфинал
- Россия —  Беларусь 4:4 (7:1)
- Латвия —  Сенегал 4:4 (3:5)

### Матч за 3 место
- Латвия —  Беларусь на тай-брейке 5:3

### Финал
- Россия —  Сенегал 7:1